# 御斎会
御斎会（ごさいえ/みさいえ）とは、古代から中世に渡って宮中で行われていた仏式の正月行事。毎年正月8日から14日までの7日間にわたり大極殿にて『金光明最勝王経』を講説し、吉祥天悔過を行う法会。維摩会・最勝会と共に南京三会のひとつに数えられた。正月斎会・宮中斎会とも呼ばれていた。

## 概要
元々は、天武天皇9年（680年）に勅により正月に諸国で行われていた『金光明王経』を講読する斎会で、神護景雲元年（767年）に天下泰平・五穀成熟・不祥消除・国家安保などを目的として宮中で行われるようになった。当初は、参加する僧は三論・法相に限られていたが、延暦21年（802年）からは南都六宗を招いて講じる様になり、弘仁4年（813年）からは結願日に僧侶を内裏に招いて天皇の前で論議を行う内論議が設けられた。承和2年（835年）からは同じ期日に密教の後七日御修法も行われるようになり、顕教二趣による宮中における仏事の正月行事として定着した。
また、9世紀後半には南京三会で講師を務めることが官僧のエリートコースとなっていった。御斎会と呼ばれるのもこの頃からである。御斎会は室町時代までは存続したが、南北朝や応仁の乱などの混乱により中絶した。